# Slaapapneu
Slaapapneu (afkorting van slaapapneusyndroom) is een slaapstoornis waarbij tijdens de slaap perioden van ademstilstand of ernstig verzwakte ademhaling voorkomen.
Naar schatting heeft 2% van de vrouwen en 4% van de mannen slaapapneu. Het syndroom wordt dan gedefinieerd als een toestand met meer dan vijf ademstops per uur gedurende de slaap en overmatige slaperigheid overdag. Het probleem wordt door de huisarts vaak slecht onderkend. Dikwijls komen mensen met vage klachten op het spreekuur, die dan bijvoorbeeld als burn-outverschijnselen worden gelabeld. Het is vaak een partner die opmerkt dat iemand tijdens het slapen last heeft van ademstops.

## Achtergrond
Iedereen heeft weleens een ademstop in zijn slaap. Slaapapneu houdt in dat de ademhaling herhaaldelijk tijdens de slaap wordt belemmerd door complete obstructie (apneu) of gedeeltelijke obstructie (hypopneu) van de keel of bovenste luchtweg. Men spreekt van een slaapapneusyndroom (SAS) bij meer dan vijf onderbrekingen per uur en overmatige slaperigheid overdag.
Na een onderbreking in het ademhalen volgt een periode van min of meer normaal ademen waarna er weer perioden van ademstilstand komen. Deze perioden van ademstilstand kunnen relatief kort zijn en variëren van 10 tot 30 seconden. Perioden langer dan 30 seconden komen ook voor. Als gevolg van de ademstops raakt de gaswisseling verstoord waarbij onvoldoende zuurstof wordt opgenomen (hypoxemie) en geen koolzuurgas uitgeademd (hypercapnie). De hersenen geven, via het ademhalingscentrum, het lichaam een signaal om wakker te worden. Na ontwaken, vaak met een schok, wordt de ademhaling hervat, maar de patiënt is wakker en zijn slaap is verstoord. (zie ook Slaapfases)
Het klachtenpatroon van de patiënt kan bestaan uit een zeer onrustige slaap, niet uitgerust wakker worden, overdag in slaap vallen op onverwachte momenten (zie microslaap) en extreme vermoeidheid. De diagnose wordt gesteld in een zogenoemd slaapcentrum, vaak een onderdeel van een ziekenhuis. Het onderzoek dat daar wordt uitgevoerd noemt men een slaaponderzoek of polysomnografie. Hierbij worden tijdens de slaap diverse metingen uitgevoerd die met de hersenactiviteit en ademhaling samenhangen.

## Twee syndromen
Bij het obstructieveslaapapneusyndroom (OSAS) klapt de bovenste luchtweg dicht door wand of tong, waardoor een afsluiting (obstructie) ontstaat van de ademweg. Dit gebeurt als gevolg van het verslappen van de spierspanning in de mond- en keelspieren. Hierdoor wordt de patiënt steeds wakker voor hij de diepe slaap, de slow wave sleep-fase, bereikt. Obstructieve slaapapneu verstoort op deze manier de slaapopbouw en veroorzaakt slaaptekort.
In de helft van de gevallen is de slaaphouding de boosdoener. In dat geval spreekt men van positionele obstructieveslaapapneu (POSA).
Bij het centraleslaapapneusyndroom (CSAS) wordt tijdens de slaap vanuit het ademhalingscentrum in de hersenen te weinig signaal doorgegeven naar de ademhalingsspieren, waardoor de ademhaling onderbroken wordt. Centrale slaapapneu komt minder voor en is vaak het gevolg van een eerdere hersenbeschadiging. CSAS komt meestal voor in combinatie met obstructieve slaapapneu.

## Oorzaken en gevolgen van slaapapneu
De oorzaken van dit syndroom kunnen velerlei zijn en moeten worden gezocht bij overgewicht, het roken van tabak, erfelijke factoren, een korte onderkaak, afwijkingen in het keel- neus- en oorgebied (waaronder bijholte- en neuspassageproblemen), longafwijkingen, refluxziekte, een lage spierspanning (of tonus) van de mond- en keelspieren (soms veroorzaakt door bijvoorbeeld slaapmiddelengebruik) of chronisch nierfalen. Er is een onomstotelijk verband tussen overgewicht, snurken en apneu. Mensen met overgewicht snurken vaker en hebben vaker OSAS, maar ook slanke mensen kunnen last hebben van OSAS.
De gevolgen van het obstructieveslaapapneusyndroom kunnen zich uiten in hevig snurken, geregeld plotseling met een schok wakker worden, abnormale slaperigheid gedurende de dag, vermoeidheid, prikkelbaarheid, extreem transpireren gedurende de slaap, spierpijn door spierverzuring en hypertensie. Het veroorzaakt een verhoogd risico op hart- en vaatziekten en een verhoogde insulinebehoefte.

## Diagnostiek
De diagnose kan worden gesteld door een slaaponderzoek in een gespecialiseerd slaapcentrum. Bij het slaaponderzoek worden verschillende metingen uitgevoerd:
- AHI, Apneu-hypopneu-index, aantal ademstilstanden per uur (de meest bepalende meting)
- AI, Apneu-index
- DI, Desaturatie-index
- Cumulatieve nachtelijke duur van hypoxie
- Hersenactiviteit wordt gemeten om de slaapfases te bepalen met EEG
- Soms wordt ook nog het koolzuurgehalte in het bloed gemeten

In aanvulling op het slaaponderzoek kan ook een slaapendoscopie worden uitgevoerd, waarbij met een camera in de bovenste luchtweg wordt gekeken waar zich de obstructie van de luchtweg bevindt.
Daarnaast wordt ook actigrafie toegepast, waarbij de slaap over langere periode gemeten kan worden. Dit gebeurt meestal met een actiwatch, die als een horloge om de pols gedragen wordt. De actiwatch meet met een accelerometer de bewegingen van de drager en geeft daarmee een beeld voor de activiteit gedurende de slaap en overdag.

### Nederland

#### OSAS richtlijn 2009
Veel patiënten zijn echter nog gediagnosticeerd op basis van de OSAS-richtlijn uit 2009.
Naast de AHI, wordt ook gekeken hoe ernstig de klachten zijn. Het aantal ademstilstanden per uur én de ernst van de slaperigheid overdag bepalen de ernst van OSAS: licht OSAS, matig OSAS of ernstig OSAS.
Slaperigheid (in slaap vallen in situaties waarbij aandacht vereist is):
- weinig aandacht (bijvoorbeeld tv-kijken): licht OSAS
- nodige aandacht (bijvoorbeeld vergaderen): matig OSAS
- grote aandacht (bijvoorbeeld autorijden): ernstig OSAS

AHI (aantal ademstilstanden per uur):
- 5 tot 15: licht OSAS
- 15 tot 30: matig OSAS
- > 30: ernstig OSAS

De ernst van OSAS wordt bepaald door de klacht (slaperigheid overdag of aantal ademstilstanden per uur) die het ernstigst is.

#### OSA richtlijn 2018
In juni 2018 is een nieuwe richtlijn voor obstructief slaapapneu (OSA) gepubliceerd. Deze richtlijn is opgesteld door de Nederlandse Vereniging van Artsen voor Longziekten en Tuberculose en de Nederlandse Vereniging voor KNO-heelkunde en Heelkunde van het hoofd-halsgebied.
Een belangrijk verschil met richtlijn van 2009 is dat sinds 2018 ook beoordeeld wordt op grond van de klachten die de patiënt ervaart. De maat van het aantal AHI is minder belangrijk geworden. Een ander verschil is dat een lage zuurstofsaturatie in het bloed (SpO2 lager dan 90% tijdens slaap en oxygen desaturatie index (ODI) van 4%) ook bepalend kan zijn voor het stellen van de diagnose obstructief slaapapneu.

### België
In België wordt de mate van slaperigheid overdag bepaald door middel van de Epworth sleepiness scale test die een resultaat van 0 tot 24 oplevert. Eventueel wordt er nog een multiple sleep latency test afgenomen om vast te stellen hoe snel men overdag in een rustige omgeving in slaap valt. Een hoge mate van slaperigheid overdag kan wijzen op OSAS maar ook onder meer op narcolepsie. De exacte diagnose van het slaapapneusyndroom gebeurt na een volledig slaaponderzoek of polysomnografie. Uit de analyse van de resultaten van de vele parameters uit het slaaponderzoek kan de diagnose gesteld worden. In de keuze tussen de verschillende behandelingsopties worden alle mogelijke medische gevolgen en de klachten van de patiënt zelf overwogen.
Algemeen kan men op basis van de AHI de volgende gradaties van OSAS gebruiken:
- < 5: normale slaap
- 5 tot 15: licht OSAS, al dan niet symptomatisch
- 15 tot 30: matig ernstig OSAS
- > 30: ernstig OSAS

## Behandeling
Er bestaan diverse mogelijkheden voor behandeling.

### Leefstijl
Conservatieve maatregelen of aanpassing van de leefwijze zijn o.a. de volgende:
- gewichtsvermindering (voor elke kilo gewichtsverlies kan de apneu afnemen met 3%; maar ook slanke mensen kunnen last hebben van apneu)
- regelmatig intensief bewegen of sporten[6]
- geen alcohol voor het slapen gaan
- stoppen met roken
- slaaphygiëne toepassen, zoals op een vaste tijd naar bed, geen cafeïne voor het slapen, zorgen voor een koele slaapkamer etc

### Drukbeademing

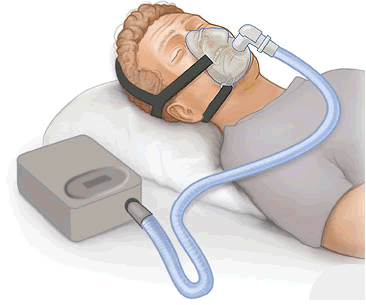
CPAP: apparaat, slang en masker

Beademing is geen genezing van de slaapstoornis, maar een (levenslange) behandeling van de symptomen. Bij ernstig OSAS is positievedrukbeademing, positive airway pressure (PAP), de eerste keuze. Er zijn drie varianten:
- CPAP, continuous positive airway pressure of continue positieve luchtwegdruk. Gedurende de slaap worden de luchtwegen opengehouden door een licht permanente positieve luchtdruk die door een pompje met een kapje op mond en/of neus in stand wordt gehouden. Een CPAP-apparaat wordt voorgeschreven door een (long)arts, nadat een slaaponderzoek is uitgevoerd in een ziekenhuis. CPAP-apparatuur wordt vergoed door veel ziektekostenverzekeringen (Nederland) en het RIZIV (België, vanaf AHI=20 en ArslI=30).
- BiPAP, bilevel positive airway pressure, is een variant van de CPAP. Patiënten die een relatief hoge luchtdruk nodig hebben om in te ademen, kunnen moeite hebben met uitademen tegen dezelfde hoge druk in. In tegenstelling tot de continue druk die wordt afgegeven door een CPAP, geeft een BiPAP een verschillende luchtdruk voor in- en uitademen. Dit kan het uitademen vergemakkelijken.
- APAP, auto-positive airway pressure of auto-PAP. Dit apparaat werkt net als de CPAP, maar afhankelijk van de mate van obstructie blaast het apparaat met een meer of minder hoge druk.

### Beugel

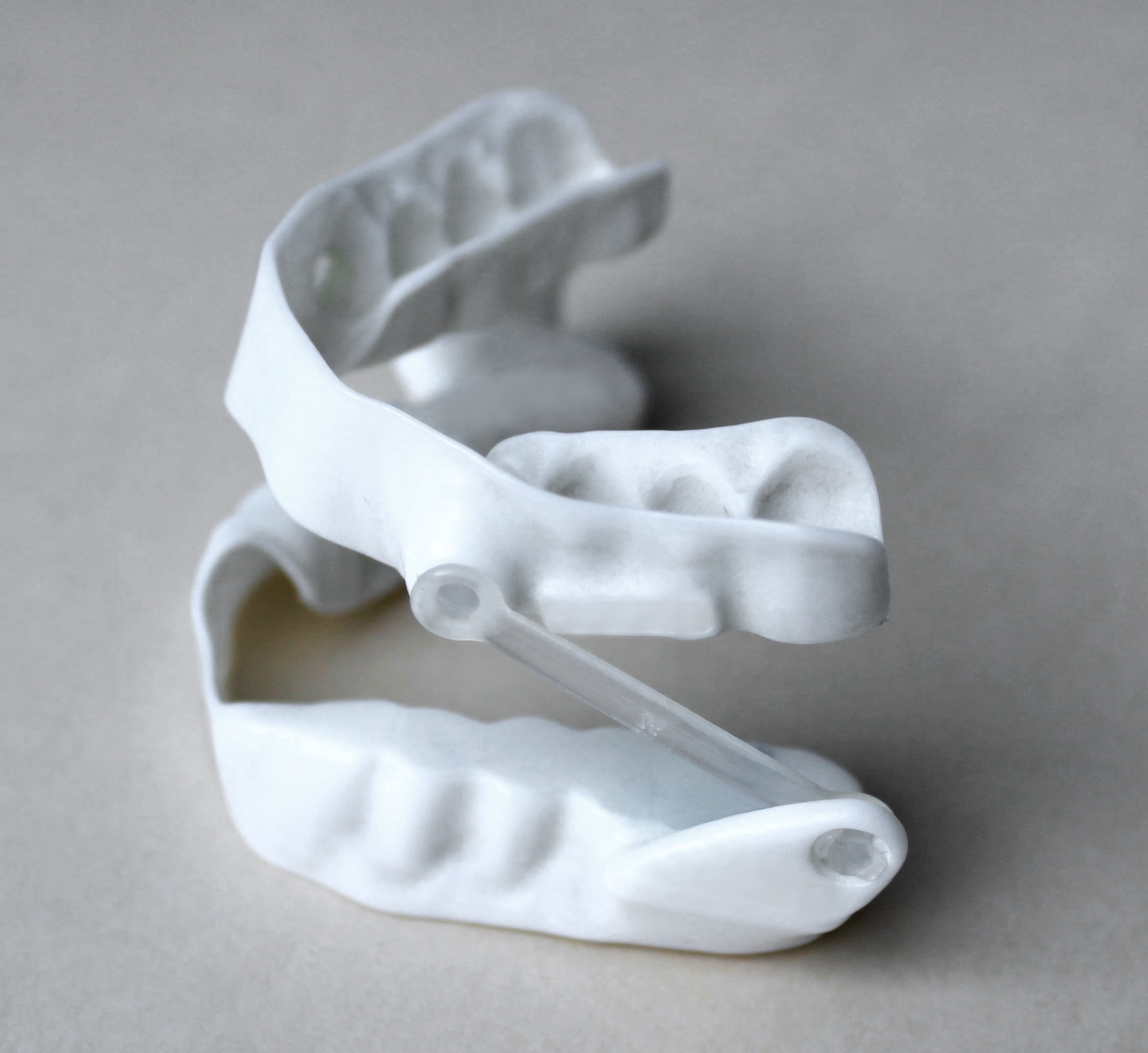
Een voorbeeld van een MRA

Bij milde vormen van OSAS wordt vaak voor 's nachts een beugel (mandibulair repositieapparaat of MRA) gebruikt, die ervoor zorgt dat de tong niet meer naar achteren kan zakken. Deze apparatuur lijkt veel op bepaalde uitneembare beugels (activatoren) die orthodontisten gebruiken. MRA's zijn in 1987 door de Almelose orthodontist H.J. Remmelink in Nederland geïntroduceerd. Uitgebreid onderzoek de afgelopen tien jaar heeft aangetoond dat veel patiënten met OSAS goed met een MRA kunnen worden behandeld. Behandelingen met een MRA hebben relatief weinig nadelen en bijwerkingen. Een daarvan kan zijn: een (al dan niet lichte) standsverandering van de onderkaak, in de zin van een (toenemende) onderbeet. Er bestaan momenteel (2019) meer dan 80 verschillende typen MRA's. Dit middel is echter niet voor alle patiënten geschikt. De MRA-behandeling wordt in België in de meeste gevallen (deels) terugbetaald door het RIZIV.

### Positietherapie
- Tennisbal: een tennisbal of iets gelijkaardigs wordt in de rugzijde van de pyjama bevestigd om te beletten dat op de rug wordt geslapen. Deze techniek is niet comfortabel en kan rugproblemen veroorzaken met weinig therapietrouw als gevolg. De tennisbaltherapie is dan ook verlaten als behandelmogelijkheid.
- Trilsensor: een klein apparaatje dat trilt bij rugslaap. Zodra de gebruiker met POSA op de rug gaat liggen, geeft het toestel een lichte trilling. Dat stimuleert de patiënt om een andere houding aan te nemen. De behandeling blijkt doeltreffend te zijn met een hoge therapietrouw.[bron?] Een multidisciplinaire studie aan de Universiteit Antwerpen onderzocht de doeltreffendheid van de trilsensor bij 20 patiënten met lichte OSAS die reeds een MRA beugel gebruikten. De combinatie van beide behandelmethoden gaf een klein statistisch positief verschil ten opzichte van alleen het gebruik van een MRA beugel. Het aantal apneus werd verlaagd naar zes per uur slaap en rugslapen werd volledig tegengegaan. Deelnemers die zonder positietherapie gemiddeld nog 30% van de tijd op hun rug sliepen, deden dat helemaal niet meer met het trilaparaat.[7] Er zijn twee typen trilsensor beschikbaar:
  - De Night Shift wordt aan de achterkant van de nek bevestigd, en begint te trillen als op de rug geslapen wordt. Het trillen neemt gaandeweg toe, tot de gebruiker zijn slaaphouding verandert.[8]
  - De Slaap positie trainer (SPT) wordt met een band om de borst gedragen tijdens de slaap. De sensoren meten de slaaphouding van de patiënt. Het is een in 2010 beschikbaar gekomen in Delft ontwikkeld toestel.[9]

### Operatie
Soms is het mogelijk en/of noodzakelijk een operatie te laten verrichten die als doel heeft de luchtweg te verbeteren.
- Het verwijderen van neus-, keel- en/of tongamandelen;
- Verwijdering neustussenschot of een correctie ervan;
- Verwijdering huig;
- Kaakcorrectie;
- De HTP-procedure: het hyoïd (tongbeen) wordt iets naar voren verplaatst;
- De hyoïd-expansieprocedure: hierbij wordt een titaniumprothese geplaatst tussen de twee helften van het tongbeen, om de keel tijdens het slapen wijder en beter open te houden. Deze techniek is in het UZ Antwerpen ontwikkeld;
- Andere operatietechnieken zoals UPPP (uvulopalatofaryngoplastiek), LAUP (laser-assisted uvuloplasty) en somnoplastiek zijn ofwel pijnlijk of hebben een matig tot wisselend succes en zijn onomkeerbaar;

### Stimulatie van de bovenste luchtwegen (tongzenuwstimulatie)
Onderzoekers testten een implanteerbare neurostimulator (te vergelijken met een pacemaker) die gedurende de nacht een lichte impuls afgeeft aan de tongzenuw (nervus hypoglossus), waardoor de tongbasis zich naar voren beweegt, resulterend in het openhouden van de bovenste luchtwegen. Studies tonen aan dat de technologie de AHI kan verminderen bij patiënten die geen CPAP tolereren.
Het apparaat staat ook wel bekend als tongzenuwstimulator.

### Overige behandelmogelijkheden
- Een grote overbeet kan ervoor zorgen dat de onderkaak te ver naar achter gaat staan en daardoor een blokkade vormt tijdens het ademen. Dit kan met diverse middelen verholpen worden door een tandarts.
- Anti-snurkmiddelen zoals neuspleisters of sprays zijn in het algemeen weinig succesvol.
- Zogeheten 'myofunctionele therapie', waarbij de patiënt oefeningen doet om de tongspieren te versterken kan volgens wetenschappelijk onderzoek effectief zijn.[12]
- De Russische arts Konstantin Buteyko heeft de Buteyko-ademhalingstechniek ontwikkeld die volgens hem ook op apneu een positief effect zou hebben.
- Slaapmiddelen worden afgeraden, onder andere vanwege de spierverslappende en verslavende werking.